# Седемцветна тангара
Седемцветната тангара (Tangara fastuosa) е вид птица от семейство Тангарови (Thraupidae). Видът е световно застрашен, със статут Уязвим.

## Разпространение и местообитание
Разпространен е в Бразилия.